# Helen Donath
Helen Jeanette Erwin, coniugata Donath (Corpus Christi, 10 luglio 1940), è un soprano statunitense.

## Biografia
Di origini mediorientali, a soli due anni fu iniziata alla musica dalla nonna libanese da cui imparò filastrocche e melodie appartenenti alla cultura spagnola, araba e inglese. In seguito la piccola seguì con passione le prime pellicole musicali, e fra tutte rimase particolarmente impressionata dal film Il grande Caruso e dalle doti vocali del protagonista, il tenore Mario Lanza, rimanendo incantata dal mondo dell’opera. La svolta fu costituita dall’incontro con il cantante canadese George London che la dodicenne Helen Erwin ascoltò a Huston e che incontrò dopo il suo concerto, e da cui fu esortata a studiare canto.
A quattordici anni iniziò a seguire i corsi di canto al Del Mar College della sua città natale, e successivamente studiò a New York sotto la direzione di Paola Navikova, e nella metropoli statunitense esordì nel 1958 come cantante operistica e interprete di Lieder.
Proseguì la carriera in Europa dal 1961, anno in cui si unì all’Opernstudio di Colonia e allo Staatstheater di Hannover. Con la prima compagnia impersonò Liù nella Turandot, Julia in Romeo und Julia di Boris Blacher e Micaela nella Carmen. Con lo Staatstheater interpretò Pamina ne Il flauto magico e Jeanne ne Die Verlobung in San Domingo. Dopo il matrimonio con il direttore d’orchestra Klaus Donath iniziò le sue recite fuori dalla Germania, con tournée europee che toccarono l’Austria, la Spagna, la Svizzera, l’Olanda e l’Inghilterra.
Nel 1966 si legò anche al Bayerische Staatsoper di Monaco. Negli anni 1967 e 1968 riscosse grande successo al Festival di Salisburgo, dove cantò nei panni di Pamina nel Flauto magico, e in quelle occasioni si mise in luce in qualità di interprete mozartiana. Il Vaticano la vide protagonista della Messa dell'incoronazione di Mozart, diretta da Herbert von Karajan. Inoltre la Donath intervenne al Festival di Edimburgo, diretta da Karajan, nell’interpretazione del Magnificat di Johann Sebastian Bach.

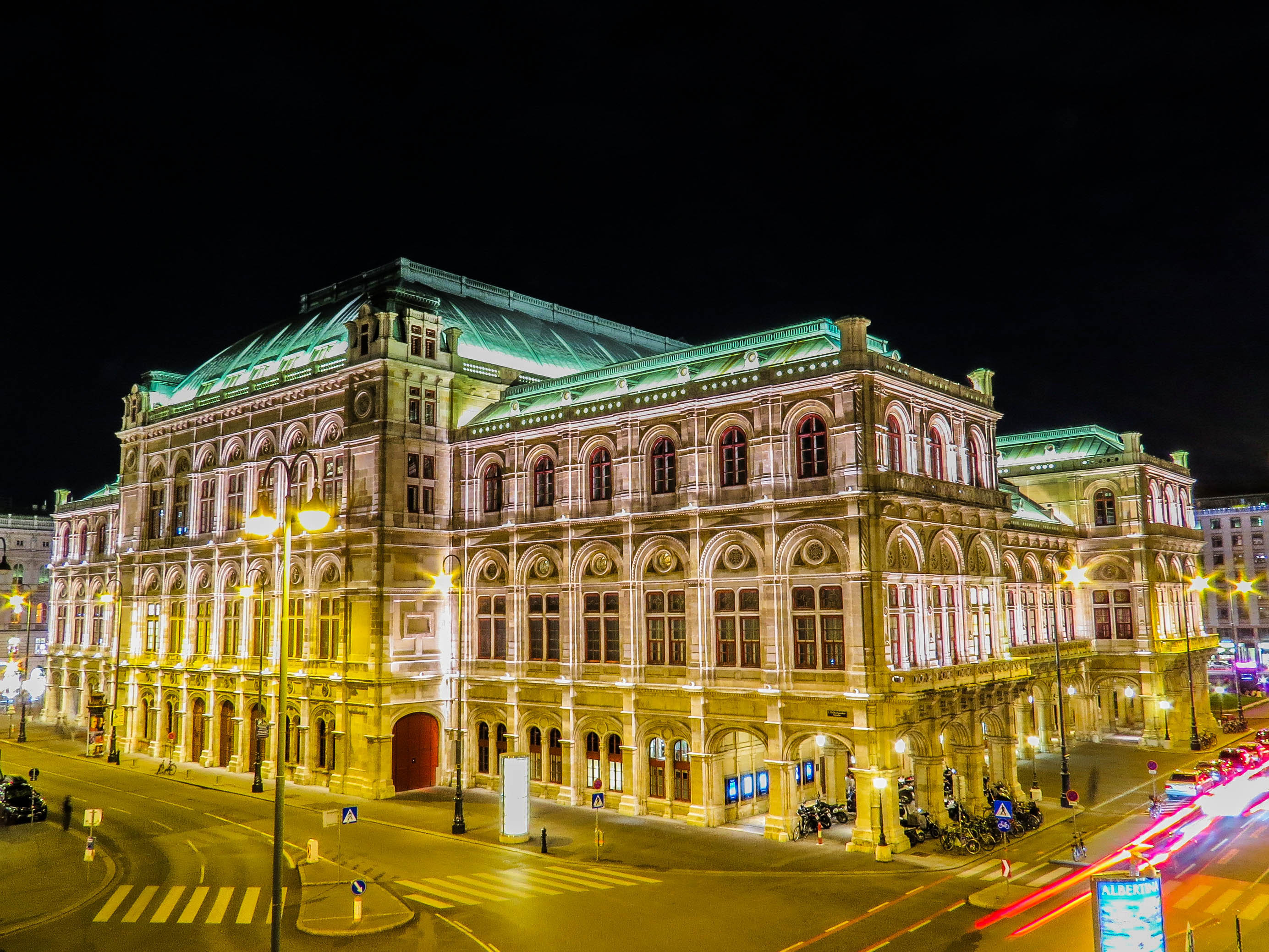
Veduta notturna dell'Opera di Vienna

Nel 1968 avrebbe dovuto cantare al Metropolitan di New York, ma la gravidanza avanzata la costrinse a rinunciare; avrebbe debuttato nel teatro newyorkese solo nel 1991. Il ritorno in terra americana venne rimandato al 1971, quando interpretò Sofia nel ne Il cavaliere della rosa, lo stesso ruolo del suo esordio a Chicago tre anni dopo. Nel 1979 apparve al Royal Opera House di Londra come Anna ne La carriera di un libertino di Stravinskij.
Nel ventennio 1970-1990 fece parte dell’Opera di Vienna, e fu	protagonista di molte opere fra le quali Don Giovanni e I maestri cantori di Norimberga. Nel 2004 è stata in tournée negli Stati Uniti esibendosi a Seattle, Miami, Los Angeles, Atlanta e Washington, interpretando Despina in Così fan tutte, Donna Anna nel Don Giovanni, Eva ne I maestri cantori di Norimberga, la governante Mrs Grose ne Il giro di vite e Susanna ne Le nozze di Figaro. A Detroit ha impersonato la figura della marescialla Maria Theresa ne Il cavaliere della rosa, con la regia del figlio Alexander e la direzione musicale del marito.
Helen Donath ha calcato il palcoscenico dei più prestigiosi teatri del mondo, da Milano a Vienna, da Dresda a Parigi, da Tokio ad Amburgo, da Berlino a Edimburgo.